# Принс-Едвард (округ, Вірджинія)
Шаблон:StateAbbr_ 37°13′ пн. ш. 78°26′ зх. д. / 37.22° пн. ш. 78.44° зх. д.
Округ Принс-Едвард (англ. Prince Edward County) — округ (графство) у штаті Вірджинія, США. Ідентифікатор округу 51147. 

## Історія
Округ утворений 1752 року.

## Демографія
За даними перепису 2000 року загальне населення округу становило 19720 осіб, зокрема міського населення було 5675, а сільського — 14045. Серед мешканців округу чоловіків було 9641, а жінок — 10079. В окрузі було 6561 домогосподарство, 4272 родин, які мешкали в 7527 будинках. Середній розмір родини становив 2,99.
Віковий розподіл населення поданий у таблиці:
| Стать    | До 15 років | 15-21 | 22-29 | 30-39 | 40-49 | 50-65 | 65-85 | Понад 85 |
| -------- | ----------- | ----- | ----- | ----- | ----- | ----- | ----- | -------- |
| Чоловіки | 1696        | 2249  | 1021  | 1096  | 1223  | 1262  | 970   | 124      |
| Жінки    | 1600        | 2114  | 874   | 1163  | 1264  | 1363  | 1366  | 335      |

## Суміжні округи
- Камберленд — північ
- Амелія — північний схід
- Ноттовей — схід
- Луненберг — південний схід
- Шарлотт — південний захід
- Аппоматтокс — захід
- Бакінгем — північний захід

## Виноски
1. ↑  U.S. Decennial Census. United States Census Bureau. Архів оригіналу за 19 липня 2018. Процитовано 4 січня 2014.
2. ↑  Historical Census Browser. University of Virginia Library. Архів оригіналу за 11 серпня 2012. Процитовано 4 січня 2014.
3. ↑  Population of Counties by Decennial Census: 1900 to 1990. United States Census Bureau. Архів оригіналу за 15 грудня 2013. Процитовано 4 січня 2014.
4. ↑  Census 2000 PHC-T-4. Ranking Tables for Counties: 1990 and 2000 (PDF). United States Census Bureau. Архів оригіналу (PDF) за 18 грудня 2014. Процитовано 4 січня 2014.
5. ↑  State & County QuickFacts. United States Census Bureau. Архів оригіналу за 24 лютого 2016. Процитовано 4 січня 2014.(англ.) Наведено за англійською вікіпедією.
6. ↑  American FactFinder. Бюро перепису населення США. Архів оригіналу за 26 лютого 2012. Процитовано 31 січня 2008.

| США | Це незавершена стаття з географії США. Ви можете допомогти проєкту, виправивши або дописавши її. |